# Philodendron samayense
Philodendron samayense är en kallaväxtart som beskrevs av George Sydney Bunting. Philodendron samayense ingår i släktet Philodendron och familjen kallaväxter. Inga underarter finns listade.